# Wolfertsrieder Bach
Wolfertsrieder Bach este o arie protejată (arie specială de conservare — SAC, sit de importanță comunitară — SCI) din Germania întinsă pe o suprafață de 62,88 ha, integral pe uscat.

## Localizare
Centrul sitului Wolfertsrieder Bach este situat la coordonatele 48°58′39″N 12°54′50″E / 48.9775°N 12.9139°E.

## Înființare
Situl Wolfertsrieder Bach a fost declarat sit de importanță comunitară în noiembrie 2004 pentru a proteja 3 specii de animale. Situl a fost protejat și ca arie specială de conservare în aprilie 2016.

## Biodiversitate
Situată în ecoregiunea continentală, aria protejată conține 4 habitate naturale: Formațiuni ierboase bogate în specii de Nardus, dezvoltate pe substraturi silicioase în zone montane (și în zone submontane, în Europa continentală), Liziere de ierburi înalte hidrofile de câmpie și de nivel montan până la alpin, Fânețe de joasă altitudine (Alopecurus pratensis, Sanguisorba officinalis), Păduri aluvionare cu Alnus glutinosa și Fraxinus excelsior (Alno-Padion, Alnion incanae, Salicion albae).
La baza desemnării sitului se află mai multe specii protejate de  nevertebrate (3): Austropotamobius torrentium, phengaris nausithous (Maculinea nausithous), Margaritifera margaritifera.